# Xkcd
xkcd (که گاهی XKCD هم نوشته می‌شود) وب‌کمیکی است که توسط رندل مونرو ایجاد شده‌است. وبسایت کمیک خود را تحت عنوان «وب‌کمیکی از رمانتیسم، طعنه، ریاضیات و زبان» توصیف می‌کند. مونرو گفته است عنوان وب‌کمیک یک سرنام نیست بلکه عبارتی انتزاعی است.